# ساولهایم
ساولهایم (به آلمانی: Saulheim) یک شهر در آلمان است که در آلزی-ورمز واقع شده‌است. ساولهایم ۷٬۱۸۳ نفر جمعیت دارد.